# Vasíli
Vasíli är en ort i Cypern.   Den ligger i distriktet Eparchía Ammochóstou, i den nordöstra delen av landet, 80 km öster om huvudstaden Nicosia. Vasíli ligger 136 meter över havet och antalet invånare är 496. Den ligger på ön Cypern.
Terrängen runt Vasíli är platt åt sydväst, men åt nordost är den kuperad.  Närmaste större samhälle är Leonárisso, 1,1 km väster om Vasíli. Trakten runt Vasíli består till största delen av jordbruksmark.